# Охтирський полк
Охтирський слобідський (черкаський) козацький полк — адміністративно-територіальна і військова одиниця Слобідської України. Засновано його було в 1655 - 1658 роках, переважно з переселенців з Правобережної України. Полковий центр — Охтирка (в наш час це районний центр Охтирського району, Сумської області ). 
Розташовувався полк на частині територій сучасних Сумської, Харківської, Білгородської та Полтавської областей.
У 1732 році полк поділявся на 20 сотень, адміністративними центрами яких були міста Охтирка, Богодухів, Боромля, Грайворон, Коломак, Колонтаїв, Котельва, Краснокутськ, Мурафа, Рублівка, Хухра та ін. На той час на території полку існувало 13 міст, 63 села і слободи, 11 хуторів.

Після ліквідації полкового поділу у 1765 році територія полку реорганізовано в Охтирську провінцію Слобідсько-Української губернії. Козаки та старшина полку, були переведені до новоутвореного Охтирського гусарського полку російської армії.

## Передумови появи

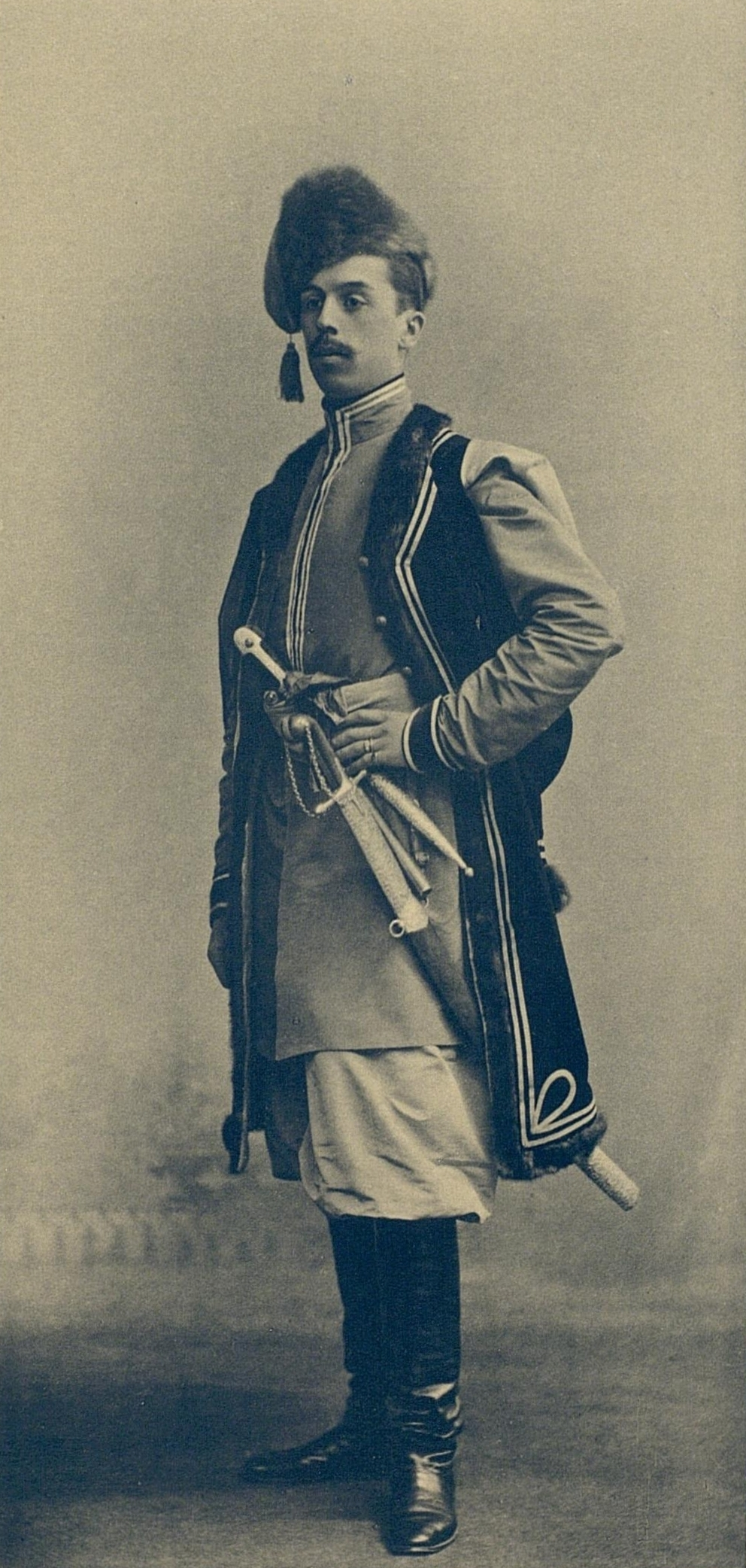
Короченцов О.В. одягнений хорунжим Охтирського козацького полку на костюмованому балу (Санкт-Петербург, 1903 рік).

Заселення Слобідської України у XVII сторіччі, відбувалося декількома хвилями.  Перші з заснованих міст, та селищ були осаджені як прикордонні форпости Речі Посполитої, на кордоні з Московським царством. Наприклад майбутнє полкове місто Охтирка, з’явилось в 1641 році, зусиллями Миргородського урядника Кульчевського. Першим її урядником був Якубовський.   У 1647 році, згідно з новим розмежуванням земель між Московською державою, та Річчю Посполитою, затвердженим царем Олексієм Михайловичем, та королем Владиславом IV Охтирщина перейшла до Московських земель. Відомо що вже на той час в Охтирщині вже існували міста й селища (Охтирка, Ольшана, Олешня, Бобрик, Кам'яне, Будилка та інші) які й перейшли до Московщини.
Наступні згадки про Охтирку вже в 1654 році  В цей час йдуть бойові дії між Річчю Посполитою, та Гетьманською Україною. Після поразки в Берестецькій битві козацьких військ, їм було нав’язано Білоцерківський мирний договір.  При зменшенні козацького реєстру та повернення земельних володінь до колишніх власників (польська шляхти, та магнати) починається масове переселення з Правобережної України до Лівобережної та Слобідської України. Після Переяславської угоди 1654 року, скористувавшись запрошенням московського царя, до Слобожанщини прибуває ще хвиля переселенців з Правобережжя. Чергова хвиля переселенців з’явилася в 1667 році, коли Московщина заключила з Річчю Посполитою Андрусівське перемир'я. Ця згода повністю порушила умови Переяславської Ради (Березневі статті) 1654 року, та інші домовленості між Московщиною та Гетьманщиною.

## Літопис полку
- 1647 рік. Землі Охтирщини переходять до Московської держави.
- 1658 рік. Після перемоги військ гетьмана Івана Виговського над повстанцями в Полтавській битві (1 червня 1658 року) один з її керівників кошовий отаман Запорозької Січі Яків Барабаш, відступає зі своїми загонами до Охтирки, та починає грабувати навколишні селища.
- За часів Козацько-Московської війни (1658 - 1659) Охтирський полк виступав на стороні Московської держави. Воювали проти підлеглого гетьману Івану Виговському полковника Полтавського полку Жученка.
- 1661 рік. Відбулася битва коло полкового міста Охтирка, між полтавськими та охтирськими козаками.
- 1667-1668 роки. Охтирські козаки воювали разом з московцями проти гетьмана Брюховецького який підняв повстання проти Москви, й намагався з’єднатися з військами правобережного гетьмана Петра Дорошенка.
- 1677-1678 роки. Охтирські козаки, на чолі з полковником Миколою Матвійовичем, брали участь в Чигиринських походах.
- 1680 рік. Охтирщину захлиснула татарська навала. Було здійснено напади на Богодухів, Коломак, Малижине.
- 1687 рік. В Охтирці розташовувалася штаб-квартира князяВ. В. Голіцина, який збирав тут війська для здійснення Першого Кримського походу. В цьому поході брали участь також й охтирські козаки.
- 1689 рік. Участь в Другому Кримському поході. В травні відбулася битва при Чорній долині проти татарського ватажка Ширин Бея. В цій битві брали участь охтирські та сумські козаки. З двох загонів козаків, після бою, залишилося лише 150 козаків. Було дуже порубано Івана Перекрестова (на деякий час він відійшов від військових та адміністративних справ полку) полковника Охтирського, також козаками було втрачено гармати, бубни та прапори.
- 1700 рік. Похід до Інгерманландії на війну проти Карла XII, під час Північної війни.
- 1705 рік. Охтирський полк разом з іншими слобідськими козацькими полками, в складі військ Шереметєва, бере участь в придушенні Астраханського повстання. [8]
- 1708 рік. Охтирський полковник Ф.О. Осипов [9] 10 лютого передає лист з доносом В. Л. Кочубея та І. І. Іскри на гетьмана І.С. Мазепу князю О. Д. Меншикову. Повідомлено його про це було від священика Святайла (родич Івана Іскри). 15 лютого також передає листа до царя Петра Олексійовича.
- 1708 рік. Охтирські козаки (керманич полковник Ф.О. Осипов), та козаки полку Сумського (керманич наказний полковник А.Г. Кондратьєв), відбувають до Дону, для боротьби з військом Кіндрата Булавіна. Для охтирських козаків ці події скінчилися вдало. Сумські козаки в цих подіях зазнали втрат, зокрема було вбито сумського полковника Андрія Герасимовича Кондратьєва.
- 1708 рік. В листопаді, за часів Російсько-Шведської війни, до Охтирки прибуває московський цар Петро Олексійович.
- 1709 рік. Наприкінці грудня 1708 року з’являються повідомлення про можливий наступ шведського короля Карла XII на Охтирку. За наказом Петра I до Охтирки прибуває князь Меншиков з 20 полками драгунів. 4 лютого до Охтирки також прибуває Петро I. Невдовзі шведи розбили московські війська коло Опішні та з’явилися коло Хухри і Охтирки.
- 1711 рік. Напад кримських татар на Охтирський та Харківський полк.
- 1713 рік. Ще одна навала кримських татар на Охтирський та Харківський полк.
- 1718 рік. Разом з козаками Сумського полку, брали участь в побудові Царицинської оборонної лінії (Вал Анни Іванівни).
- 1725 рік. Охтирські виборні козаки, в складі зведеного загону (1000 козаків) слобідських козаків приєднаних до корпуса Матюшкіна беруть участь в Перському поході.[10]
- 1736 та 1739 роки під час Російсько-турецької війни Охтирські козаки беруть участь в Кримських походах.
- 3 березня 1765 року російська імператриця Катерина II видає указ, що скасовував Слобідські козацькі полки.

## Структура полку

### Полк
Головою полку був полковник. З ним поділяла владу полкова старшина. Полковник та старшина обиралися на необмежений час. Їх служба припинялася за наказом царя (пізніше російського імператора) чи по смерті. В дуже виключних випадках, полковника, можливо було відсторонити, за рішенням полкової старшини.
Охтирський полковник (як й інші полковники козацьких полків Гетьманщини, та Слобожанщини) були, не тільки військовими керманичами, а також керівниками адміністративно-територіальної одиниці -полку. Він мав право видавати укази (універсали) за своїм підписом.
Полковничими клейнодами були:
- пірнач
- полкова хоругва
- полковнича печатка

Полкова старшина складалася з шести людей: полкові обозний, суддя, осавул, хорунжий та два писарі.
- Обозний - перший за значенням з полкової старшини. Заступник полковника. Відповідальний за артилерією та фортифікаційними спорудами. За відсутності полковника заміщував його, але без права видавання універсалів;
  - Для керівництва великими козацькими підрозділами у походах назначався наказний полковник. Наказний полковник не був постійною полковою старшиною, але його тимчасова влада була дуже великою;
- Суддя - йому підпорядковувався суд;
- Осавул - помічник полковника з військових питань;
- Хорунжий - керівник «хорунжових» козаків (охорона полковника та старшини). Також керував полковою музикою та полковою хоругвою (полковим прапором);
- Писарі - відповідали за діловодство полку. Один за цивільними справами, другий - військовими.

### Сотні
Полк поділявся на сотні, адміністративно-територіальні одиниці у складі полку. Головою сотні був сотник. Як і полковник, сотник мав усю (цивільну та військовою) владу у підпорядкованій йому сотні. Спочатку був виборним, пізніше обирався сотенною старшиною та затверджувався полковником.
Сотні мали свої сотенні значки, та корогви.
Сотенна старшина (штаб сотні) по складу майже повторювала склад старшини полку:
- Сотенний отаман – заступник сотника. Втілював в собі обов’язки полкових судді й обозного;
- Осавул - помічник сотника з військових питань;
- Хорунжий - керівник значкових товаришів (охорона сотника, та старшини). Також відповідав за збереження сотенних значків та корогв.
- Писар - відповідав за діловодство сотні.

## Полковники Охтирського полку

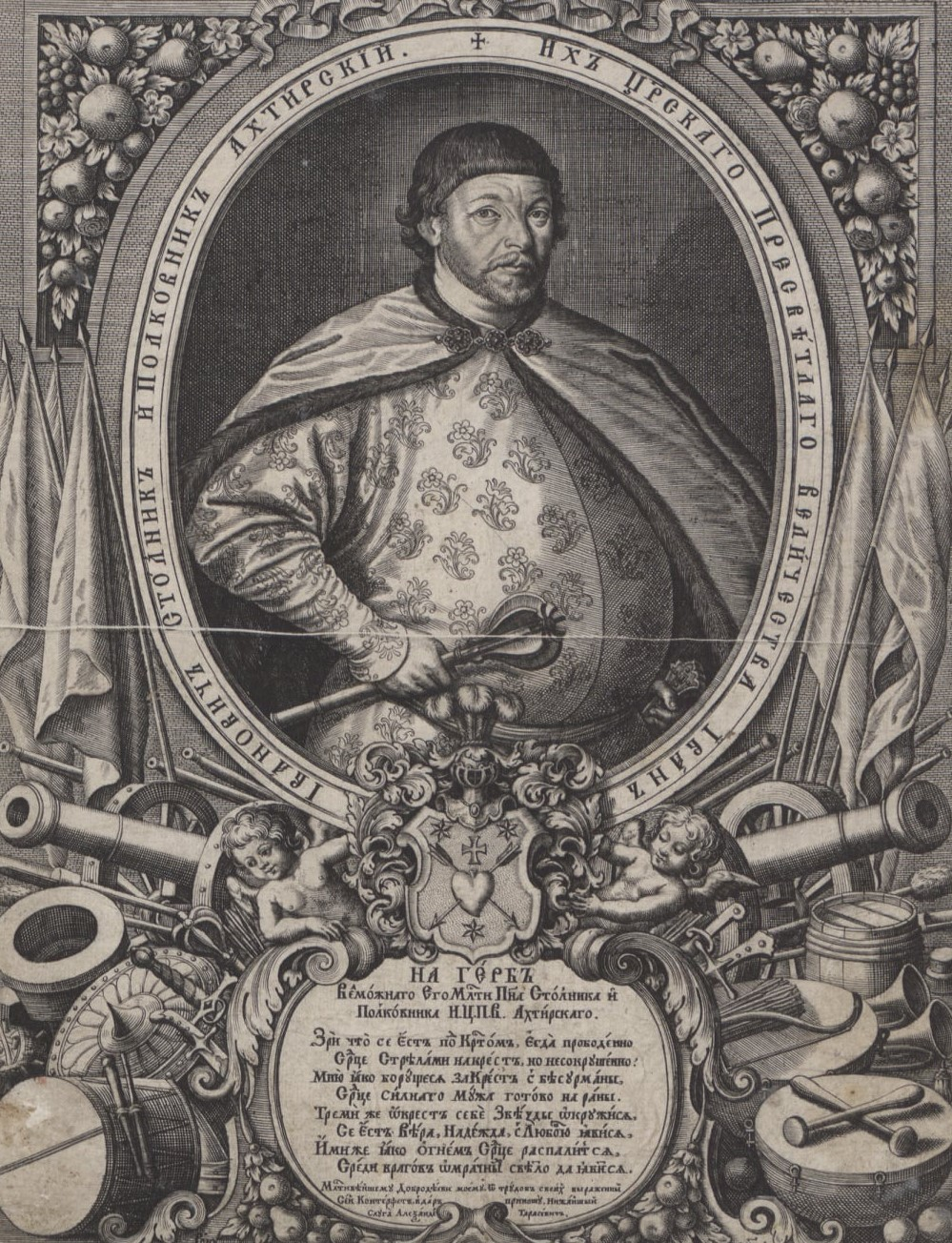
Портрет полковника Охтирського полку Івана Перекрестова (1689).

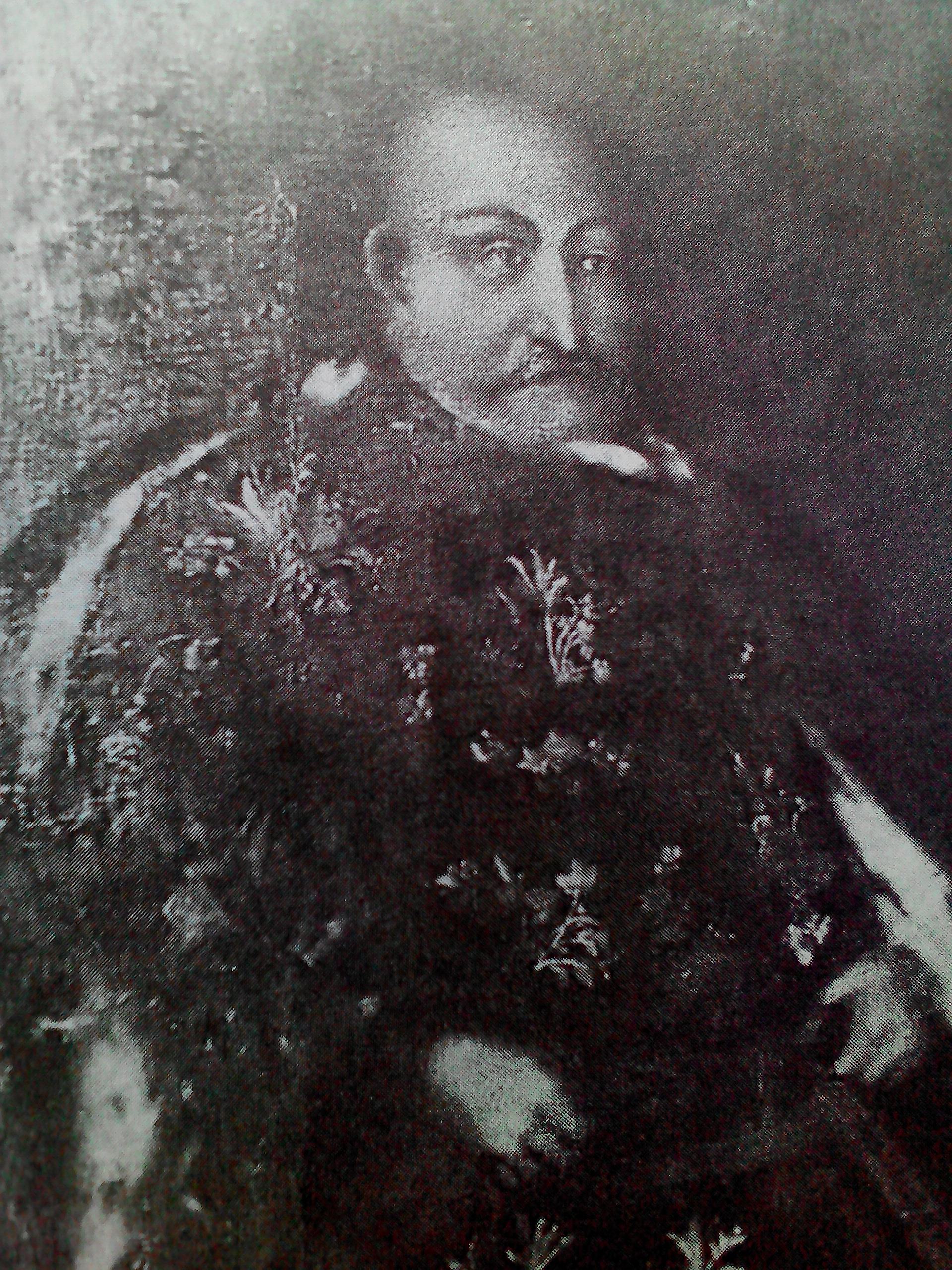
Портрет полковника Охтирського полку Федора Осипова (XVII-XVIII ст.).

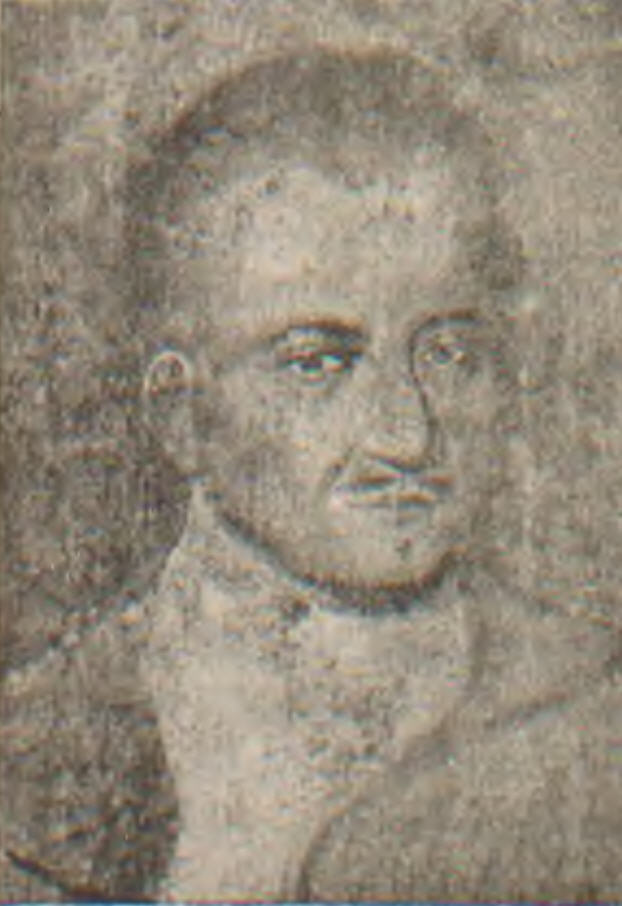
Портрет полковника Охтирського полку Олексія Лесевицького (XVIII ст.).

- Дмитро Іванович (1655 рік) — отаман охтирських козаків. Був керівником ще до полковників.
- Іван Гладкий (1658 рік) — полковник Охтирського полку. Імовірно, був першим полковником. Відбув на Січ, де через деякий час стає Кошовим отаманом.
- Іван Донець  (1658,1661 роки) — полковник Охтирського полку. Видатний козацький військовий діяч. Очолював різні козацькі полки й формування.
- Дем’ян Зиновійович (Зинов’єв)  (1668 — 1669, 1675 роки) — полковник Охтирського полку.
- Микола Матвійович (Матвіїв)  (1677 — 1679 роки) — полковник Охтирського полку.
  - Влас Андрійович (1679 рік) — наказний полковник Охтирського полку за часів полковництва Миколи Матвійовича.
- Федір[13] Сагун (1680,1681 роки) – полковник Охтирського полку.
- Андрій Прокоф’єв (XVII сторіччя) — полковник Охтирського полку.
- Іван Іванович Перекрестов (з перервами 1681 — 1689 роки) — полковник Охтирського полку. Стольник. У битві при Чорній Долині (за часів Другого Кримського походу 1689 року) його було дуже порубано,що зробило неможливим деякий час виконувати полковницькі обов’язки.
  - Андрій Прокоф’єв (XVII сторіччя) — наказний полковник Охтирського полку за часів полковництва І.І. Перекрестова.
- Роман Герасимович Кондратьєв (до 1692, 1699 роки) — полковник Охтирського полку. Син полковника Сумського полку Герасима Кондратьєва. Був полковником у час, коли після поранення лікувався попередній полковник.
  - Андрій Прокопович Несвятипасха (1691 рік) — наказний полковник Охтирського полку за часів полковництва Р.Г. Кондратьєва.
  - Олександр Іванович (1697 рок) — наказний полковник Охтирського полку за часів полковництва Р.Г. Кондратьєва.
- Іван Іванович Перекрестов (1692 — 1704) – вдруге полковник Охтирського полку. Стольник. Раптово знятий з полковництва московським царем Петром I.
  - Олександр Іванович (1703 рок) — наказний полковник Охтирського полку за часів полковництва І.І. Перекрестова.
  - Микита Кондратьєвич Синенко (Уманець)  (1691-1693 роки) - наказний полковник Охтирського полку за часів полковництва І.І. Перекрестова. Полковий осавул, колишній Уманський полковник.
  - Федір Осипович Осипов (1694 рік) — наказний полковник Охтирського полку. До цього полковий писар Харківського полку. [14]
  - Данило Іванович Перекрестов (1702 — 1704 роки) — наказний чи повний полковник Охтирського полку в часи Шведської баталії. Полковництво затверджено московський царем Петром I після Інгерманландського походу.
- Федір Осипович Осипов (1704 — 1711 роки) — полковник Охтирського полку. Стольник. Став полковником після опали попереднього полковника І.І. Перекрестова. З 1711 року бригадир Слобідських козацьких полків.
- Максим Федорович Осипов (1711 — 1724 роки) ) — полковник Охтирського полку.
  - Степан Негребецький наказний полковник (1711) за полковництва Максима Осипова. Сотник Охтирської Першої полкової сотні.
- Олексій Леонтійович Лесевицький (1724 — 1735 роки) — полковник Охтирського полку. У 1735-1744 роках бригадир Слобідських козацьких полків.
- Іван Олексійович Лесевицький (1735 — 1751 роки) — полковник Охтирського полку.
- Костянтин Олексійович Лесевицький (з 1751 року) — полковник Охтирського полку.
- Георгій (Юрій) Олексійович Лесевицький (XVIII ст.) — полковник Охтирського полку.
- Михайло Іванович Боярський  ( до 1765 року) — останній полковник Охтирського полку. Після скасування полкового устрою став підполковником новоутвореного Охтирського гусарського полку.

## Воєводи
Майже всі Слобідські козацькі полки мали на своїй території фортеці, які підпорядковувалися московській владі. Комендантом кожної такої фортеці стояв «воєвода», який був представником московського уряду. До його обов’язків входило: нагляд за його фортецею, керування підлеглими йому московськими служивими людьми та шпигування за діями і настроями козаків  Є відомості про декількох воєвод в Охтирському полку, вони були в Охтирській, Городянській та Колонтаївській фортецях. Місцеву ж владу в цих (та інших) містах та містечках представляли городові отамани, підлеглі Охтирським полковникам. Наприкінці XVII сторіччя звістки про воєвод зникають.

## Список сотень полку
- Перша Охтирська сотня - полкове місто Охтирка;
- Друга Охтирська сотня - полкове місто Охтирка;
- Більчанська сотня – сотенне містечко Білка;
- Богодухівська сотня – сотенне містечко Богодухів;
- Боромлянська сотня [16] – сотенне містечко Боромля;
- Городнянська сотня – сотенне містечко Городнє;
- Грайворонська сотня – сотенне містечко Грайворон;
- Кириківська сотня – сотенне містечко Кириківка;
- Коломакська сотня – сотенне містечко Коломак;
- Колонтаївська сотня – сотенне містечко Колонтаїв;
- Котелевська сотня – сотенне містечко Котельва. В Охтирському полку з 1709 року. До цього ця сотня належала до Гадяцького полку; [17]
- Краснокутська сотня – сотенне містечко Краснокутськ;
- Мурафська сотня – сотенне містечко Мурафа;
- Рублівська сотня – сотенне містечко Рублівка;
- Олешанська сотня– сотенне містечко Олешня. Ця сотня існувала ще за часів коли Охтирщина належала Речі Посполитій;
- Сіннянська сотня – сотенне містечко Сінне;
- Хухрянська сотня – сотенне містечко Хухра.

## Козацький однострій (1743 рік)
Під час комісії генерал-аншефа Шаховського О.І. було запропоновано ввести для українських козаків однотипні однострої. За правління Шаховського (до 1736 року), ця думка так й не знайшла підтримки, але до неї повернулися в 1743 році, за часів російської імператриці Єлизавети Петрівни. Започатковується єдиний однострій для Слобідських козацьких полків. Верхній одяг – кунтуш із прорізними рукавами синього кольору. Кунтуш був обшитий срібною тесьмою та шнурами. Кунтуші для всіх полків були однакові.
Жупан та шаровари були полкових кольорів.
| Ізюмський полк | Острогозький полк      | Охтирський полк | Сумський полк  | Харківський полк |
| -------------- | ---------------------- | --------------- | -------------- | ---------------- |
| червоний       | червоно - помаранчевий | зелений         | світло - синій | жовтий           |

Після скасування полкового устрою, та заснування Охтирського гусарського полку російської армії колір мундирів «охтирців», зостався зеленим. 

## Переклад старшинських посад вТабель про ранги(1765)

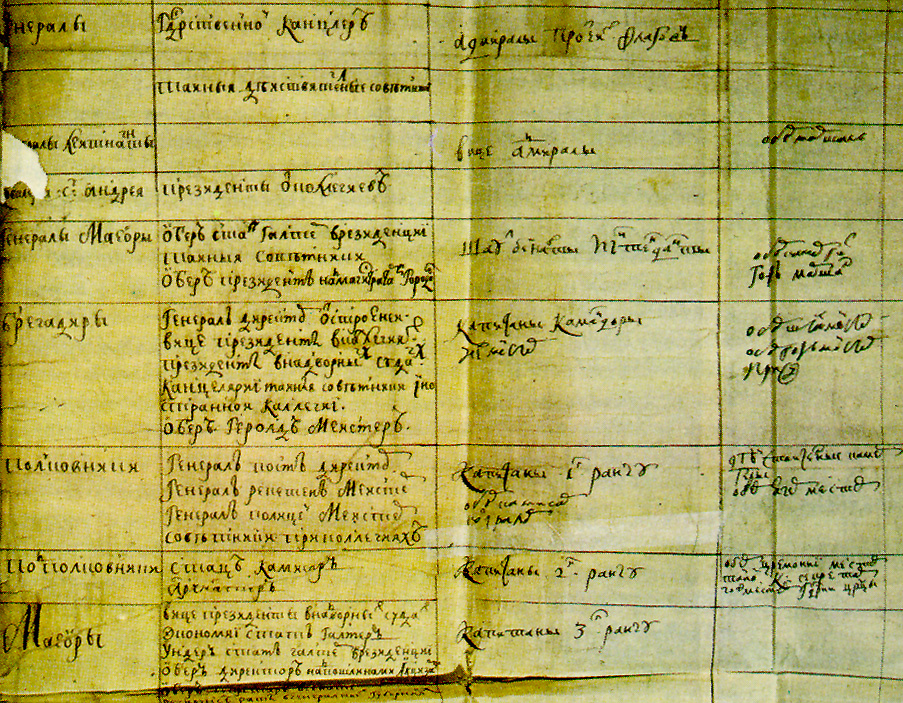
Табель про ранги

У зв'язку з переформуванням Охтирського слобідського козацького полку в Охтирський гусарський полк, козацькій старшині було запропоновано вступити на службу у формований полк чи отримати відставку. Так як армійські чини присвоювалися на одну-дві сходинки нижче, а так само через те, що різниця в уряді козацького старшини і армійського офіцера не були рівноцінна, багато представників старшини вийшли у відставку. Середній же і рядовий козацький прошарки склали основу новосформованого полку.
Колишнім старшинам, які вирішили піти в відставку (в «абшит»), та тим які вирішили продовжити службу в «гусарії», було надано цивільні, чи військові чини згідно Табелю про ранги.
| Посада (козацька старшина) | Військовий чин           | Цивільний чин           | Клас                   |
| -------------------------- | ------------------------ | ----------------------- | ---------------------- |
| Полковник                  | Підполковник             | Надвірний радник        | VII                    |
| Обозний                    | Прем'єр-майор            | Колезький асесор        | VIII                   |
| Суддя                      | Секунд-майор             | Колезький асесор        | VIII                   |
| Осавул                     | Ротмістр                 | Титулярний радник       | IX                     |
| Хорунжий                   | Поручик                  | Губернський секретар    | XII                    |
| Сотник                     | Поручик                  | Губернський секретар    | XII                    |
| Старший полковий писар     | —                        | Губернський секретар    | XII                    |
| Молодший полковий писар    | —                        | Кабінетський реєстратор | XIII                   |
| Сотенний хорунжий          | Вахмістр                 | -                       | нижче табелі про ранги |
| Решта                      | Унтер-офіцери та капрали | -                       | нижче табелі про ранги |

Якщо ж представник старшини не брав участі у походах, то він отримував чин, на щабель нижче встановленого. Наприклад: полковий обозний при перекладі на загальноімперську систему отримував чин прем'єр-майора, але якщо він не брав участі у походах, то міг розраховувати лише на чин секунд-майора. Останній полковник Охтирського козацького полку М.І. Боярський, з 1765 року став підполковником в гусарському полку.